# Wotaku ni Koi wa Muzukashī
Wotaku ni koi wa muzukashī (ヲタクに恋は難しい lit. El amor es difícil para los otaku?), también conocida de forma abreviada como Wotakoi, es una serie de manga publicada en línea por Fujita. Inicialmente salió en el portal Pixiv, en abril de 2014 comenzó a ser serializada en la revista Comic Pool de Ichijinsha. Finalizó en julio de 2021, con un total de once volúmenes. Fue ganadora del Premio Kōdansha de 2017 a mejor manga web.
Una adaptación a anime producido por A-1 Pictures, se emitió entre abril a junio de 2018, posteriormente fueron lanzados tres OVA incluidos en las ediciones especiales del séptimo, décimo y undécimo volúmenes del manga.

## Argumento
Narumi es una joven oficinista que está iniciando su trabajo en una nueva compañía. Es una apasionada fujoshi que intenta mantener oculta su afición. Por otra parte, Hirotaka es un callado y capacitado oficinista adicto a los videojuegos; sin embargo, al ser puntual y productivo en su trabajo, no intenta mantener en secreto su afición. 
Ambos se conocen desde niños y se han reencontrado en la misma oficina, en consecuencia los dos comenzarán una relación que al principio aparenta no ser romántica, pero que irá desarrollándose y hará que se vayan conociendo mejor el uno al otro.

## Personajes
Narumi Momose (桃瀬 成海 Momose Narumi?)
Voz por: Arisa Date
Narumi es una joven oficinista que le encanta el manga, los idols, videojuegos otome y el yaoi. Es una chica alegre y carismática pero oculta a todo el mundo sus aficiones, pues ha tenido problemas con anteriores parejas. Adora ir a Starbucks. Al principio es algo fría en su relación con Hirotaka y parece que lo trata solo como un amigo, pero a medida que pasa el tiempo va teniendo más detalles cariñosos con él como cuando le regaló unos aros de pareja en su cita al parque de diversiones o ponerse celosa al escuchar como sus compañeras de trabajo hablaban sobre lo apuesto que se veía Hirotaka sin lentes.
Hirotaka Nifuji (二藤 宏嵩 Nifuji Hirotaka?)
Voz por: Kento Itō
Es un oficinista muy productivo y callado, estuvo junto a Narumi en la escuela y ella al parecer era su única amiga. Pasa la mayoría del tiempo jugando videojuegos y no le interesa que sepan de sus aficiones. Las chicas lo consideran un hombre apuesto, pero a él no parece importarle. Le gusta Narumi, pero tiene dificultad en mostrar sus verdaderos sentimientos; él le propuso que salieran juntos. Es el único novio de Narumi que ha respetado los gustos de ella, siendo él también un otaku. Le tiene temor a los truenos. Se le ha visto fumar en varias ocasiones. Se dio a entender en el anime que gustaba de Narumi cuando iban a la preparatoria y al ver que uno de sus novios tenía perforaciones, él también se las hizo. Suele ser más comprensivo y amable con Narumi más que con los demás, como cuando su hermano quería quedarse por una noche en su casa y él estaba por negarse al estar muy cansado pero aceptó con gusto en el momento en el que Narumi dijo que ella también iría.
Hanako Koyanagi (小柳 花子 Koyanagi Hanako?)
Voz por: Miyuki Sawashiro
Es una de las superiores de Narumi en la oficina. Es conocida en el mundo otaku como un apuesto cosplayer masculino apodado «Hana-san». Es de una personalidad fuerte y comparte el gusto de Narumi por el yaoi. Sale con Kabakura desde la graduación de él. Al parecer eran rivales en la secundaria al ser líderes de los equipos de voleibol y ver quién se quedaría con el pequeño gimnasio en su escuela.
Tarō Kabakura (樺倉 太郎 Kabakura Tarō?)
Voz por: Tomokazu Sugita
Es uno de los empleados de la oficina, es compañero de Nifuji y pasan el tiempo trabajando y platicando juntos. Es un otaku al igual que los demás, solo que él no lo suele demostrar mucho en público. Muchos piensan que su cara es aterradora ya que parece que siempre está enojado, sumado a su carácter fuerte, pero en realidad es una persona amable y que se preocupa por sus amigos.
Naoya Nifuji (二藤 尚哉 Nifuji Naoya?)
Voz por: Yūki Kaji
Es el hermano menor de Nifuji y estudiante universitario. Se preocupa bastante por su hermano y siempre busca lo mejor para él. Es bastante malo en los videojuegos a diferencia de su hermano mayor, es muy amable y sonriente. Se hace amigo de Sakuragi, sin saber que ella es una chica, al verla parecida a su hermano y no querer que ella esté sola como su hermano lo estaba anteriormente. Fue muy feliz al enterarse de que Narumi y Hirotaka salían, debido a que lo había deseado desde pequeño al verlo tan solo.
Kō Sakuragi (桜城 光 Sakuragi Kō?)
Voz por: Aoi Yūki
Es una introvertida videojugadora que siempre está pidiendo disculpas. Se hizo amiga de Naoya y, según él, es la única persona a la cual no le desespera que sea tan malo en los videojuegos.

## Media

### Manga
El autor Fujita, comenzó a publicar el manga como un trabajo de principiante en el sitio Pixiv. Más adelante el manga ganó popularidad y comenzó a ser serializado en la revista de manga digital Comic Pool de la editorial Ichijinsha. Desde abril de 2015 el manga es publicado en formato impreso y está licenciado por Kodansha Comics para su publicación en inglés. En abril de 2018 ECC Ediciones anunció que lo había licenciado.

#### Lista de volúmenes
| N.º | Fecha de lanzamiento    | ISBN original                                                                      |
| --- | ----------------------- | ---------------------------------------------------------------------------------- |
| 1   | 30 de abril de 2015     | ISBN 978-4-75-800846-4                                                             |
| 2   | 31 de marzo de 2016     | ISBN 978-4-75-800899-0                                                             |
| 3   | 23 de diciembre de 2016 | ISBN 978-4-75-800934-8                                                             |
| 4   | 26 de julio de 2017     | ISBN 978-4-75-800951-5                                                             |
| 5   | 2 de febrero de 2018    | ISBN 978-4-75-800979-9                                                             |
| 6   | 31 de julio de 2018     | ISBN 978-4-7580-0987-4                                                             |
| 7   | 29 de marzo de 2019     | ISBN 978-4-75-802019-0 (Edición regular) ISBN 978-4-75-802020-6 (Edición especial) |
| 8   | 13 de diciembre de 2019 | ISBN 978-4-75-802058-9                                                             |
| 9   | 5 de agosto de 2020     | ISBN 978-4-75-802120-3                                                             |
| 10  | 26 de febrero de 2021   | ISBN 978-4-75-802188-3 (Edición regular) ISBN 978-4-75-802189-0 (Edición especial) |
| 11  | 14 de octubre de 2021   | ISBN 978-4-75-802281-1 (Edición regular) ISBN 978-4-75-802282-8 (Edición especial) |

### Anime
Una adaptación a serie de anime producida por A-1 Pictures salió al aire en abril de 2018 en el canal Fuji TV, contó con un total de once episodios. Es dirigida y escrita por Yoshimasa Hiraike con Takahiro Yasuda como diseñador de personajes. El tema de apertura es «Fiction» interpretado por Sumika y el tema de cierre es «Kimi no tonari» interpretado por Halca. El sitio web Amazon transmite la serie en su servicio Prime Video.

#### Lista de episodios
| #    | Título | Estreno               |
| ---- | --- | --------------------- |
| 1    | «Narumi y Hirotaka se vuelven a encontrar y...» «Narumi to Hirotaka no Saikai. Soshite…» (成海と宏嵩の再会。そして…)       | 12 de abril de 2018   |
| 2    | «¿Somos novios?» «Koibito? Hajimemashita» (恋人？始めました)                                                               | 19 de abril de 2018   |
| 3    | «Evento de ventas y reunión de jugadores» «Sokubai-kai to Gēmu-kai» (即売会とゲーム会)                                     | 26 de abril de 2018   |
| 4    | «¿Es difícil el amor maduro?» «Otona no Koi mo Muzukashī» (オトナの恋も難しい？)                                           | 3 de mayo de 2018     |
| 5    | «Presentación de Naoya y reunión de jugadores (Parte II)» «Naoya Tōjō to Gēmu-kai Pātsu Ⅱ» (尚哉登場とゲーム会PartⅡ)       | 10 de mayo de 2018    |
| 6    | «Desoladora Navidad» «Yūutsuna Kurisumasu» (憂鬱なクリスマス)                                                              | 17 de mayo de 2018    |
| 7    | «Juegos en Línea y sus Respectivas Noches» «Netoge to, Sorezore no Yoru» (ネトゲと、それぞれの夜)                          | 24 de mayo de 2018    |
| 8    | «La debilidad es truenos y años de inseguridad» «Nigatena kaminari to, Ki ni naru otoshigoro» (苦手な雷と、気になるお年頃) | 31 de mayo de 2018    |
| 9    | «¡Sal conmigo en una cita!» «Deito e ikō yo!» (デートへ行こうよ！)                                                         | 7 de junio de 2018    |
| 10   | «Presentación de Kō-kun y la venganza de juegos en línea» «Kō-kun Tōjō to Netoge Ribenji» (光くん登場とネトゲリベンジ)     | 14 de junio de 2018   |
| 11   | «El amor es difícil para un otaku» «Wotaku ni Koi wa Muzukashī» (ヲタクに恋は難しい)                                       | 21 de junio de 2018   |
| OVA1 | «De repente apareció=Amor» «Sore wa, ikinari otozureta=koi» (それは、いきなりおとづれた＝恋)                               | 29 de marzo de 2019   |
| OVA2 | «Distancia de amigos» «Tomodachi no kyori» (トモダチの距離)                                                                | 26 de febrero de 2021 |
| OVA3 | «Viaje empresarial» «Shain ryokō kai» (社員旅行回)                                                                         | 14 de octubre de 2021 |

## Recepción
Los volúmenes del manga aparecieron varias veces en las listas de mejores compras de Oricon, el volumen 2 vendió alrededor de 208 000 copias y los volúmenes siguientes han vendido más de 400 000 copias. Hasta julio de 2017 se han vendido 4.2 millones de copias. En 2015, la serie ganó el primer premio Next Manga Award en la categoría de manga web. La lista de popularidad Kono Manga ga Sugoi! ubicó al manga como primer lugar de preferencias de lectoras femeninas en 2016. Fue nominado al premio de mejor manga de la edición 41 del Premio Kōdansha y ganó en septiembre de 2017 en la categoría de mejor manga web.